# Tenuipalpus pareriophyiodes
Tenuipalpus pareriophyiodes är en spindeldjursart som beskrevs av Meyer och Uri Gerson 1980. Tenuipalpus pareriophyiodes ingår i släktet Tenuipalpus och familjen Tenuipalpidae. Inga underarter finns listade i Catalogue of Life.